# 上の丸町
上の丸町（うえのまるちょう）は、兵庫県三木市にある大字。郵便番号は673-0432（三木市役所は673-0492）。

## 地理
- 三木地区の中央部、美嚢川東側の丘陵地に位置しており、三木城があったところである。1965年に誕生し、明治維新以降は藩札の交換地、大東亜戦争以降は公共施設が多く立地した。現在は本町に並ぶ官庁街の一つであり、三木市役所・三木市立上の丸保育所・三木市立図書館・三木市立堀光美術館・三木市立児童館などの官公庁や公共施設と住宅地が立地する場所になった。[1][2][3][4]東側は大塚・西側と北側は本町・南側は福井と接する。

### 地名の由来
- 町域一帯が三木城の本丸に当る「上の丸」から名付けられた。[1][2][3]

### 河川
- 二位谷川[4]

## 歴史

### 町村制施行以降
- 1965年（昭和40年） - 府内・福井の一部から分離し、誕生した。[3]

### 字域の変遷
| 実施前              | 実施年 | 実施後         |
| ------------------- | ------ | -------------- |
| 三木市府内 同市福井 | 1965年 | 三木市上の丸町 |

## 施設

### 公共施設
- 三木市役所
- 三木市立勤労青少年ホーム
- 三木市立金物資料館
- 三木市立図書館 - 2015年に福井地区に移転
- みき歴史資料館 - 元三木市立図書館建物を利用
- 三木市立堀光美術館
- 三木市立上の丸保育所
- 三木市立児童館

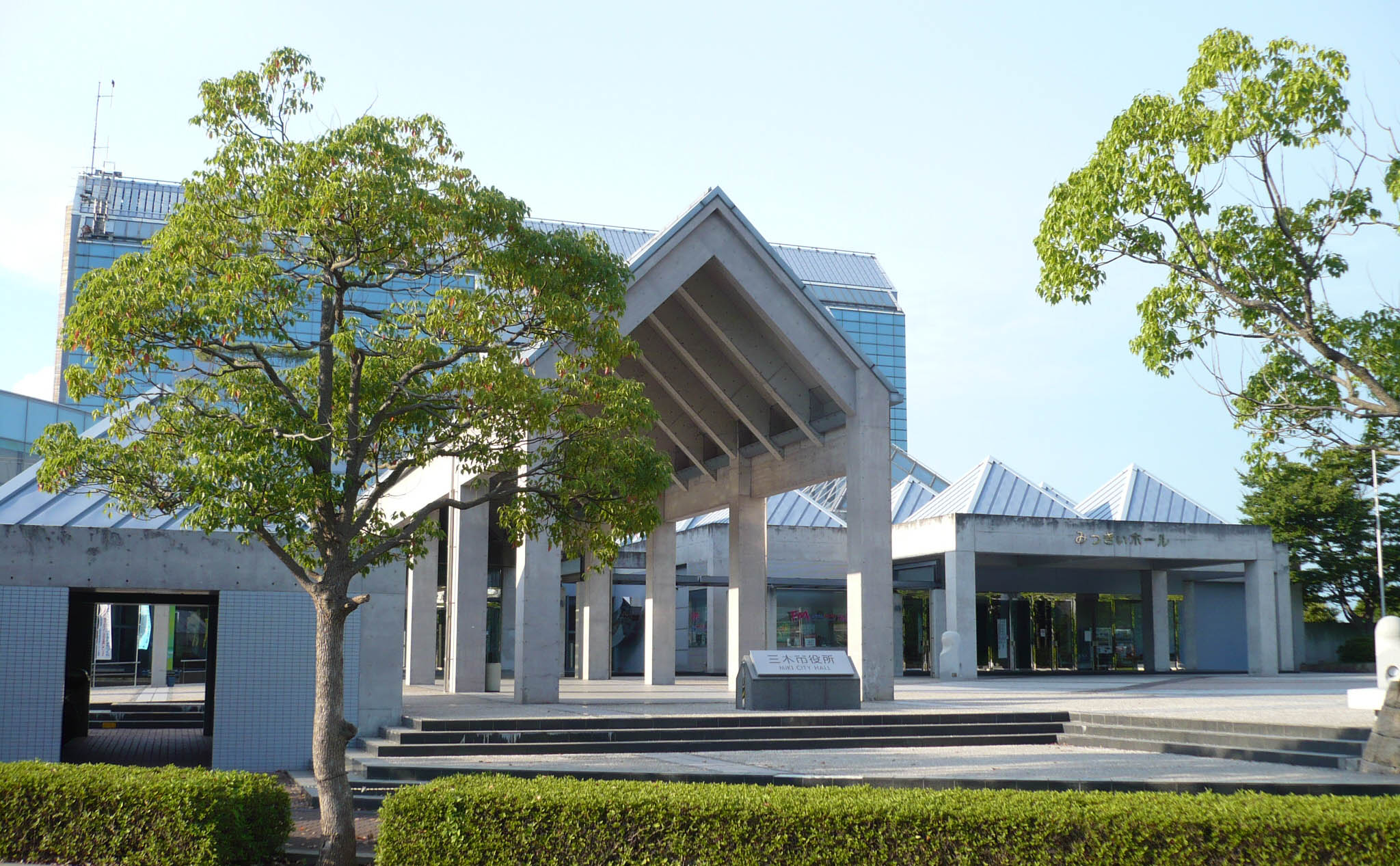
三木市役所
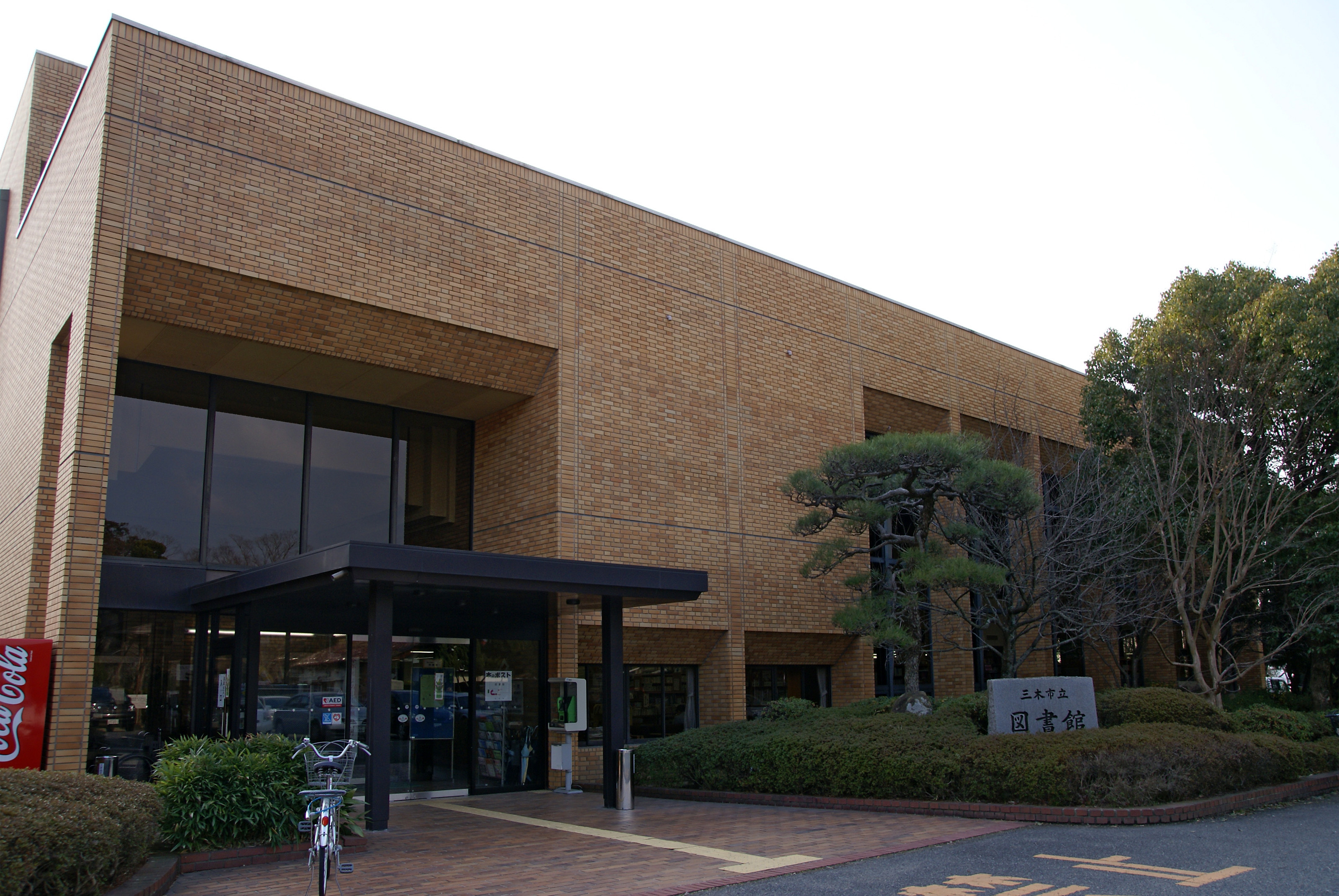
三木市立図書館（撮影当時、現みき歴史資料館）
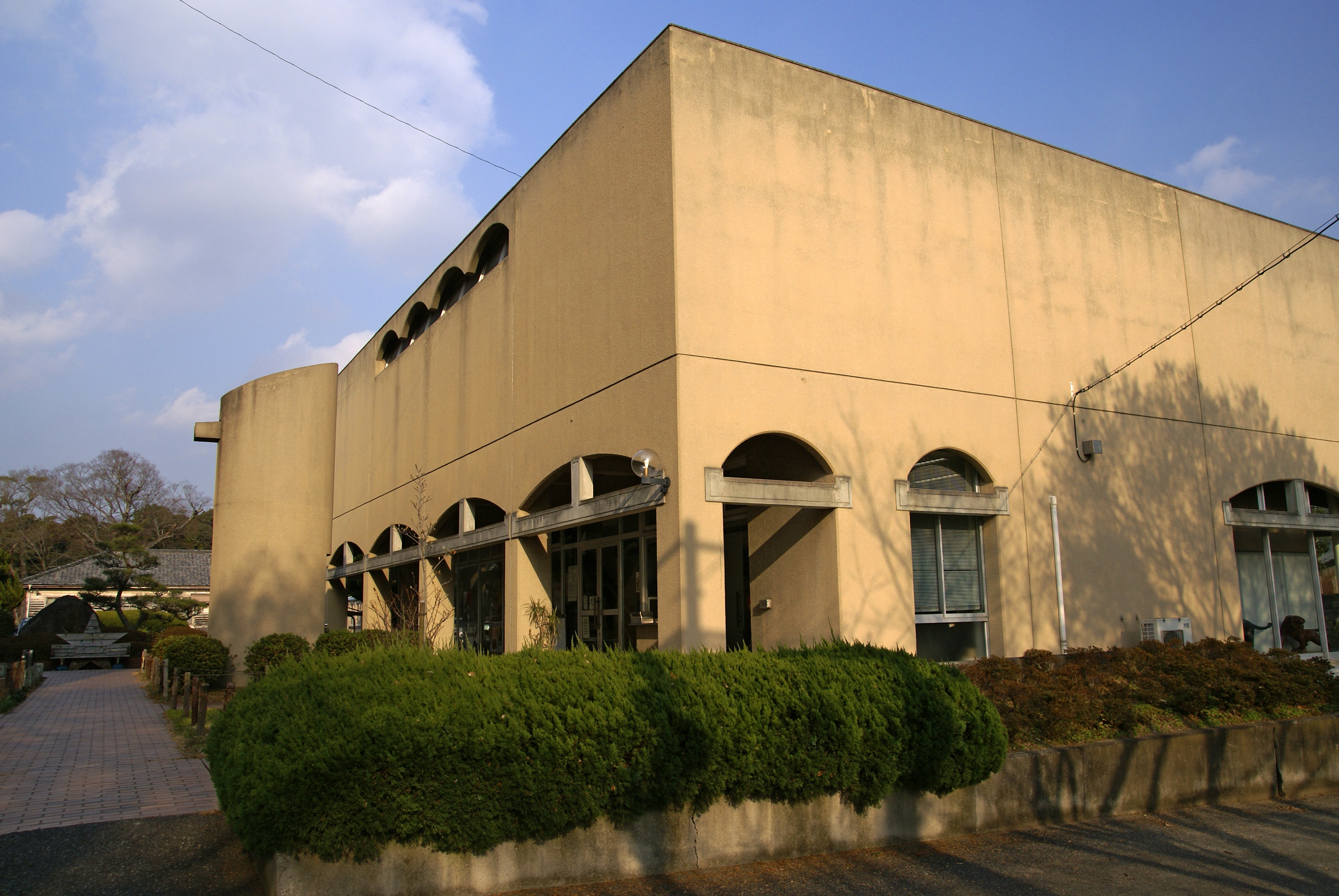
三木市立堀光美術館
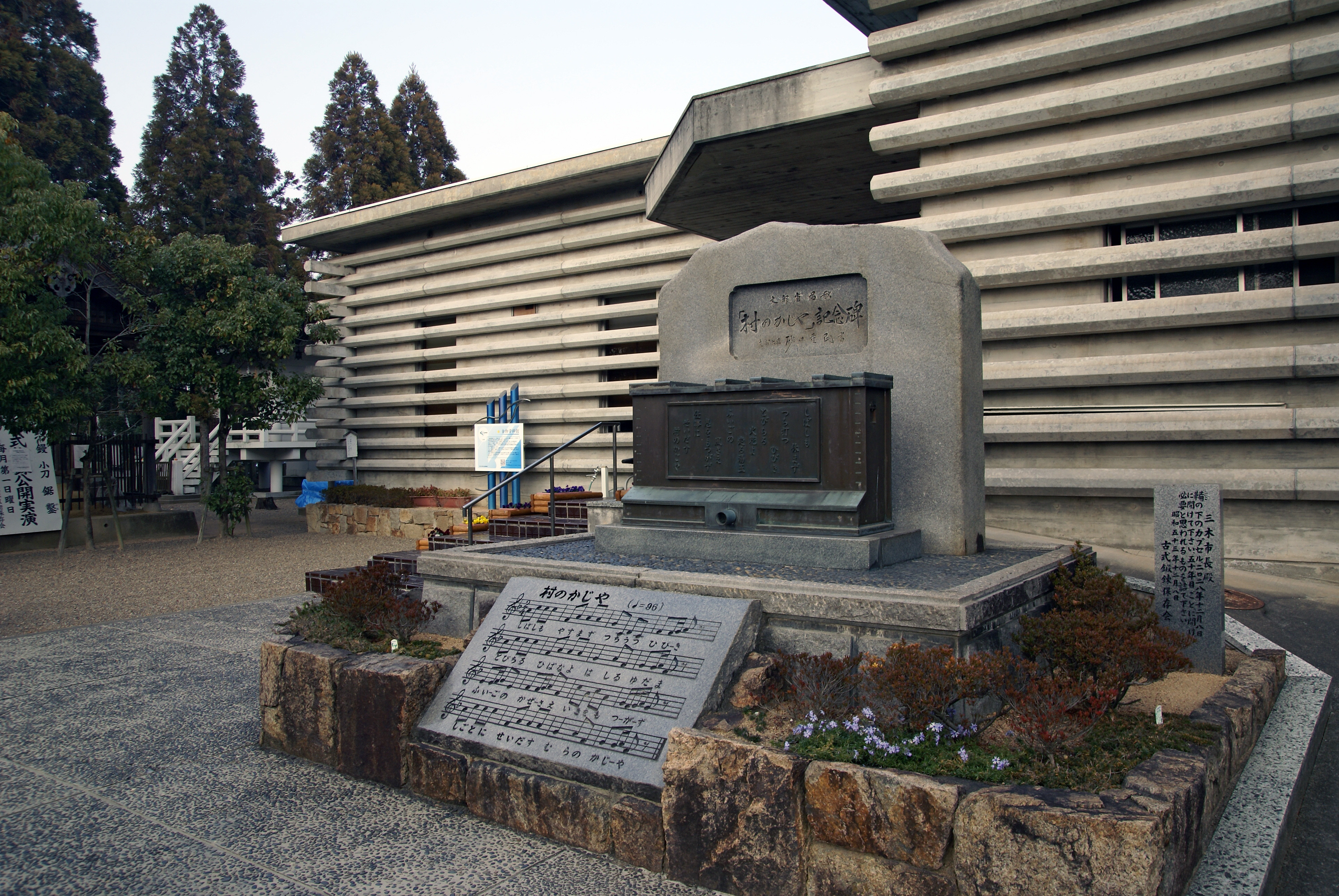
三木市立金物資料館
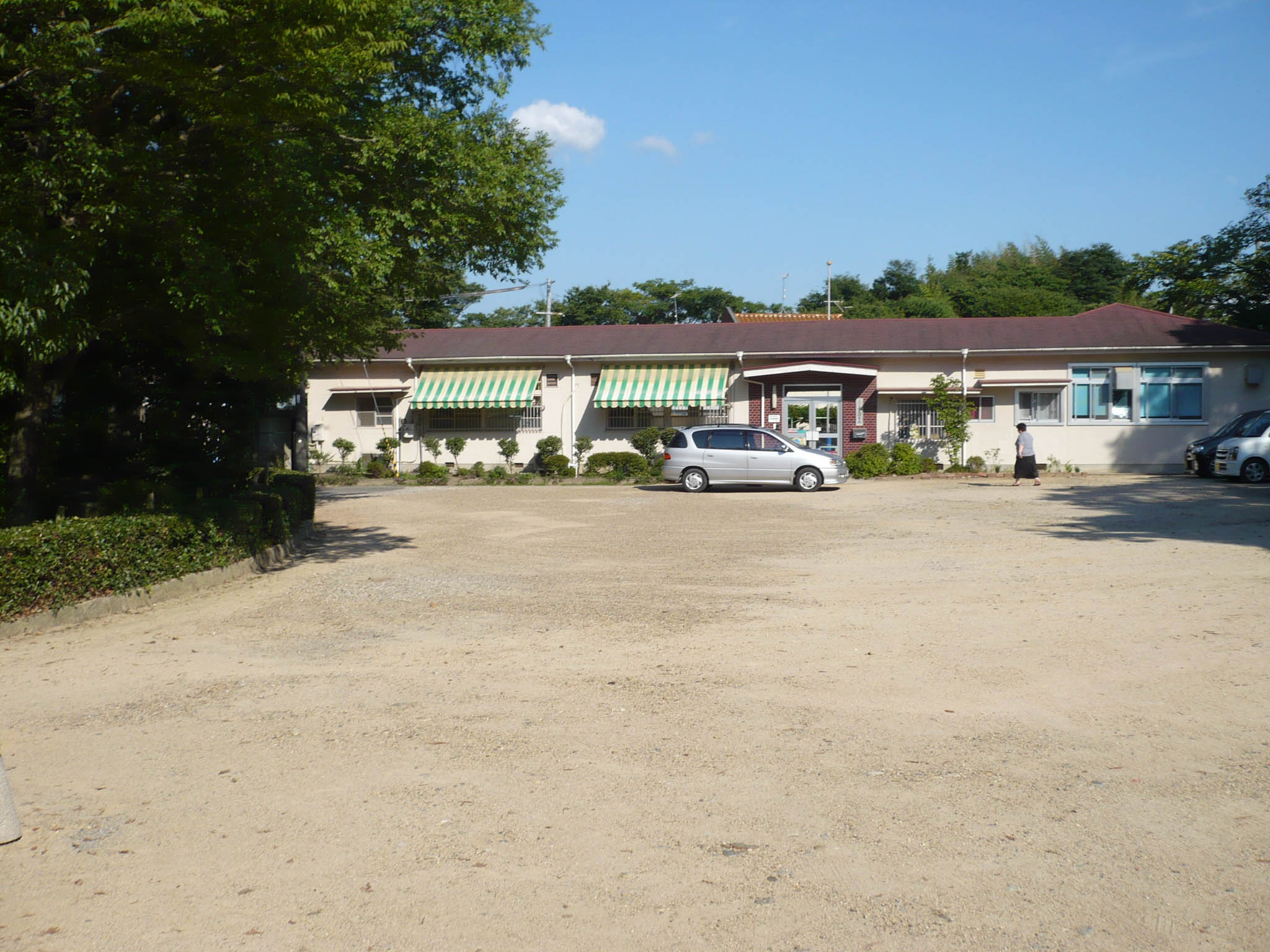
三木市立上の丸保育所

### その他の施設
- 三木スケートボードパーク

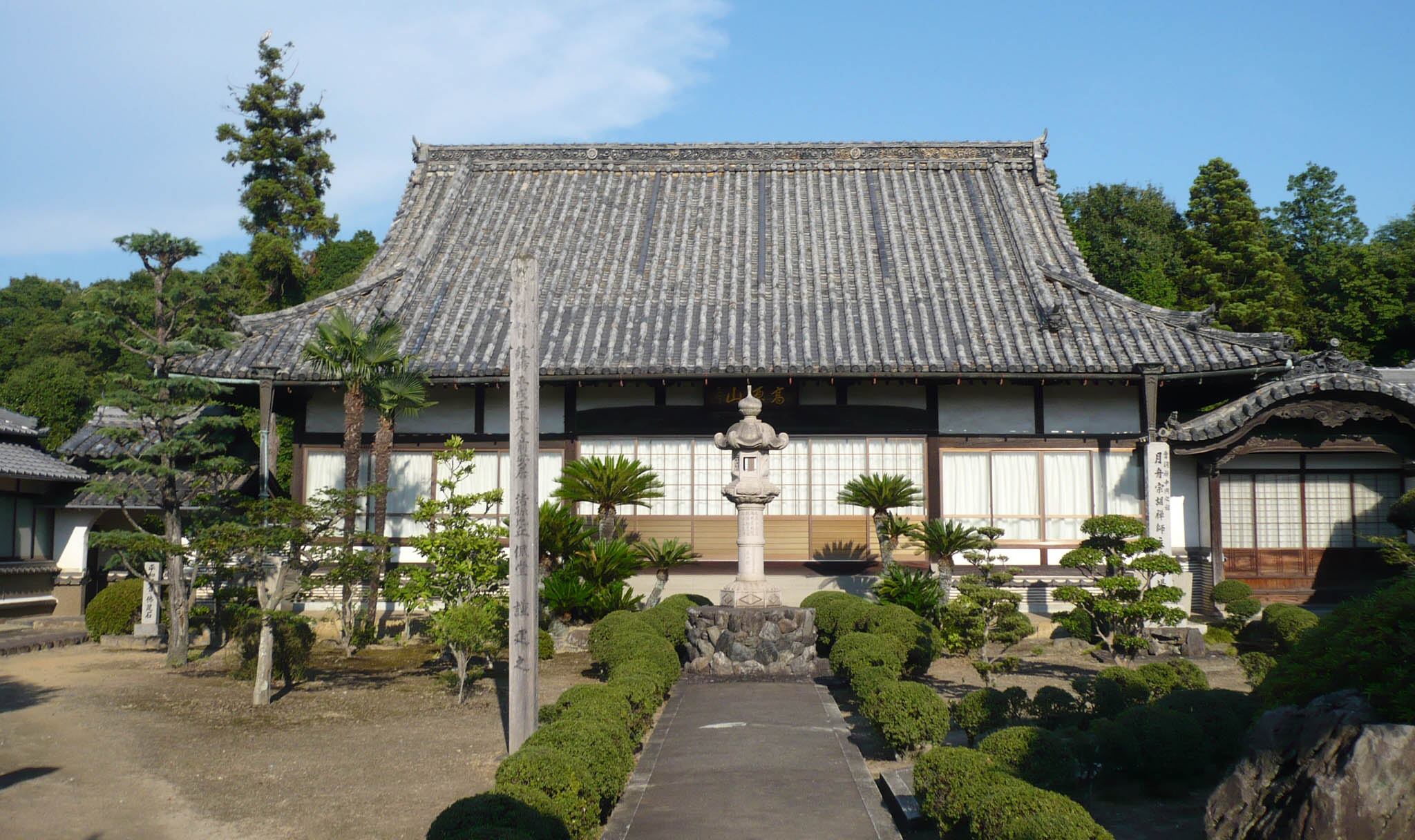
雲龍寺
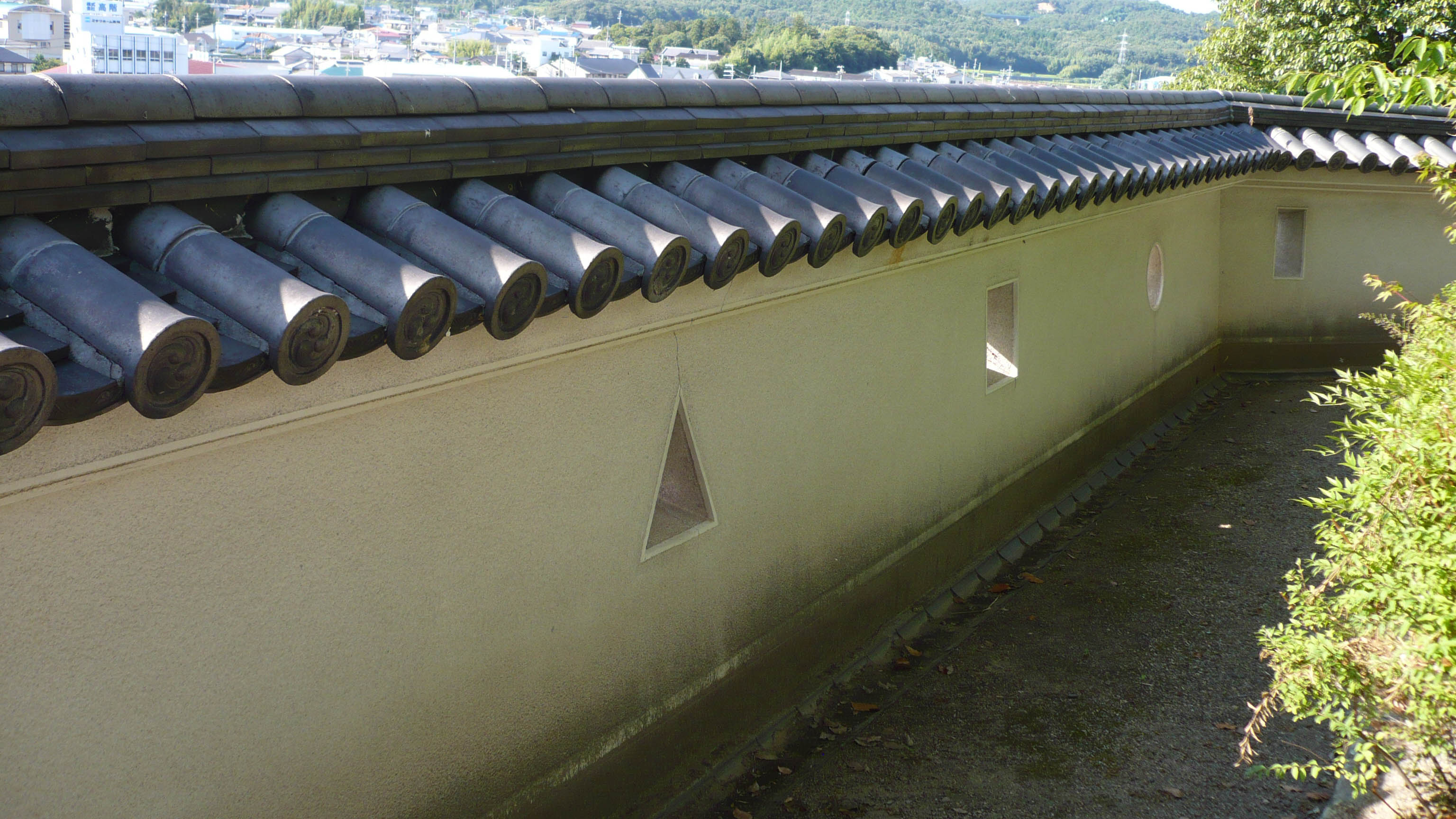
日本キリスト教団三木教会
- 一粒園保育所
- 三木城跡
- 上の丸稲荷神社
- 上の丸公園
- 上の丸釜城館

- 雲龍寺
- 三木城跡

## 小・中学校の学区
| 大字     | 番地                             | 小学校             | 中学校             |
| -------- | -------------------------------- | ------------------ | ------------------ |
| 上の丸町 | 1番から10番・上の丸町11番の一部  | 三木市立三樹小学校 | 三木市立三木中学校 |
| 上の丸町 | 11番の一部・上の丸町12番から14番 | 三木市立三木小学校 | 三木市立三木中学校 |

## 交通
地内に公共交通機関は通っていないが、隣接地に神戸電鉄粟生線三木上の丸駅がある。